# Vakttältet, Drottningholm
Vakttältet är en byggnad i närheten av Kina slott, inom Drottningholms slottspark, på Lovön, Stockholms län. Drottningholms slott med omgivande miljö är sedan 1991 upptaget på Unescos världsarvslista. Vakttältet skyddas, liksom samtliga slottsbyggnader, sedan 1935 som statligt byggnadsminne.

## Historia

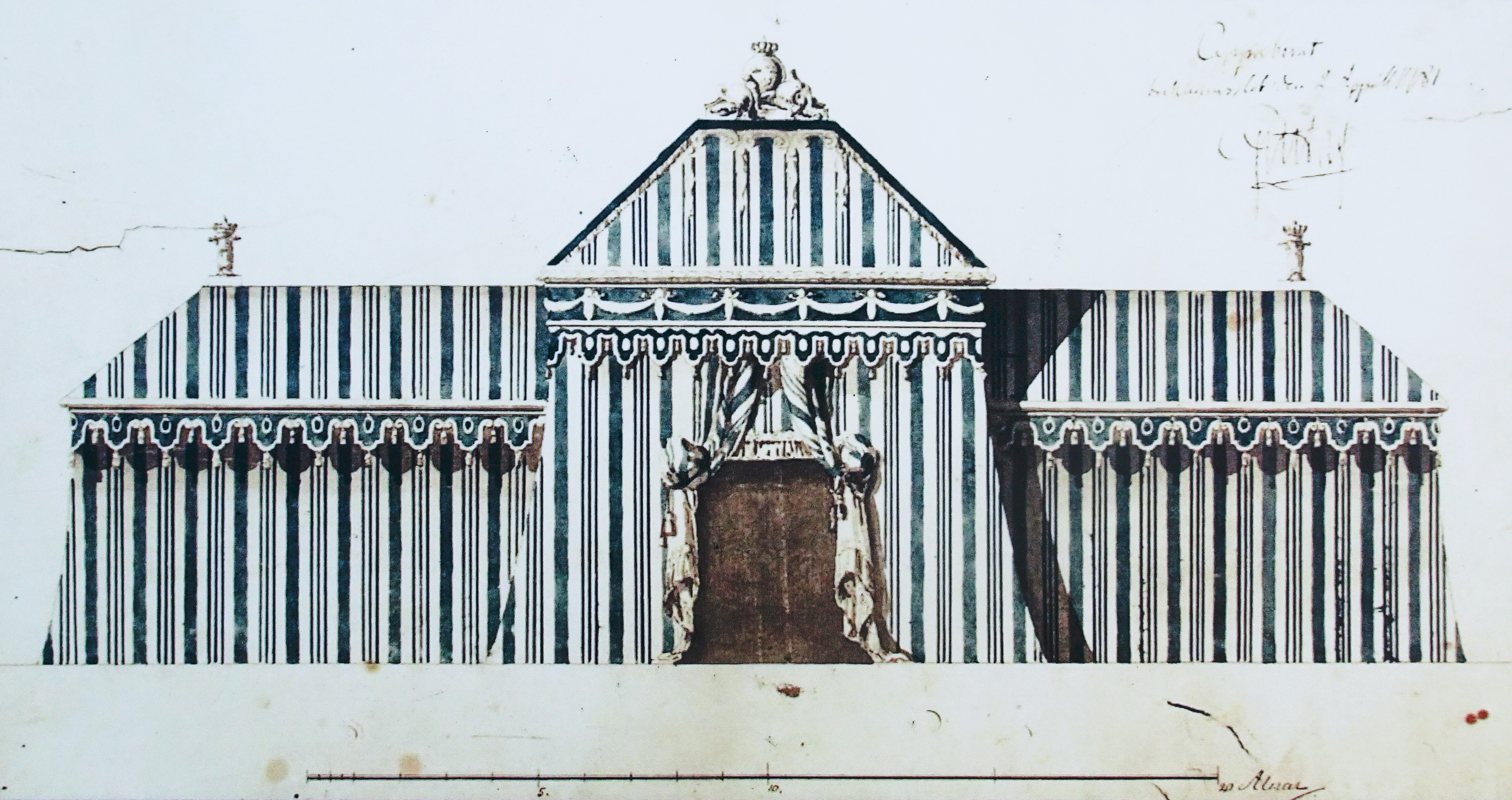
Adelcrantz' fasadritning.

När Gustav III övertog Drottningholms slott år 1777 användes Kina slott flitigt av hovet och det blev nödvändigt att infoga en byggnad för vaktmanskapet. Det nya "Corps de Garde-byggnaden" (eller Vakttältet) uppfördes under åren 1781-1782. 
Byggnaden är ritad av Carl Fredrik Adelcrantz, som även ritade intilliggande Kina slott. Ritningen godkändes av kungen 1781. Byggnaden är utformat som ett turkiskt eller romerskt soldattält och påminner om Koppartälten i Hagaparken vilka skapades några år senare av Louis Jean Desprez. 
Vakttältet är en träkonstruktion på gråstensgrund. Byggnades framsida (fasad mot väster) och gavlarna är klädda med målad plåt, som en kuliss, baksidan (fasad mot öster) är av traditionell träpanel, där finns också husets samtliga fönsteröppningar. Det brutna sadeltaket är belagt med förtennad plåt. 
Planlösningen visar på bottenvåningen två logementsrum med plats för tolv sängar för vakten. I mitten ligger ett förrum med trappan till övervåningen där ytterligare sovplatser för gardet fanns. Bakom förrummet anordnades köket med stor spis. Längs takfallet löper en lambrekäng med tofsar tillverkade i plåt. Plåtväggarna målades randiga för att understryka tältanslaget. Tälten på Drottningholm och i Hagaparken återspeglar romantikens genombrott under 1700-talets andra hälft med dess intresse för historia och främmande kultur. 
Under 1800-talet har byggnaden fungerat som förläggning för olika vaktstyrkor och manskap som deltog i infanteriskolan. Det har sedan varit förråd. Under några decennier var Vakttältet målat i grönt och vitt. Färgsättningen ändardes i samband med en restaurering på 1990-talet, då fasaden återfick sin ursprungliga kulör i blått och vitt. Därefter fungerade vakttältet som utställningslokal för Drottningholmsparken och dess byggnader. Sedan 2018 är de båda logementsrummen inredda med bord och bänkar där besökare kan förtära medhavd matsäck.

## Bilder

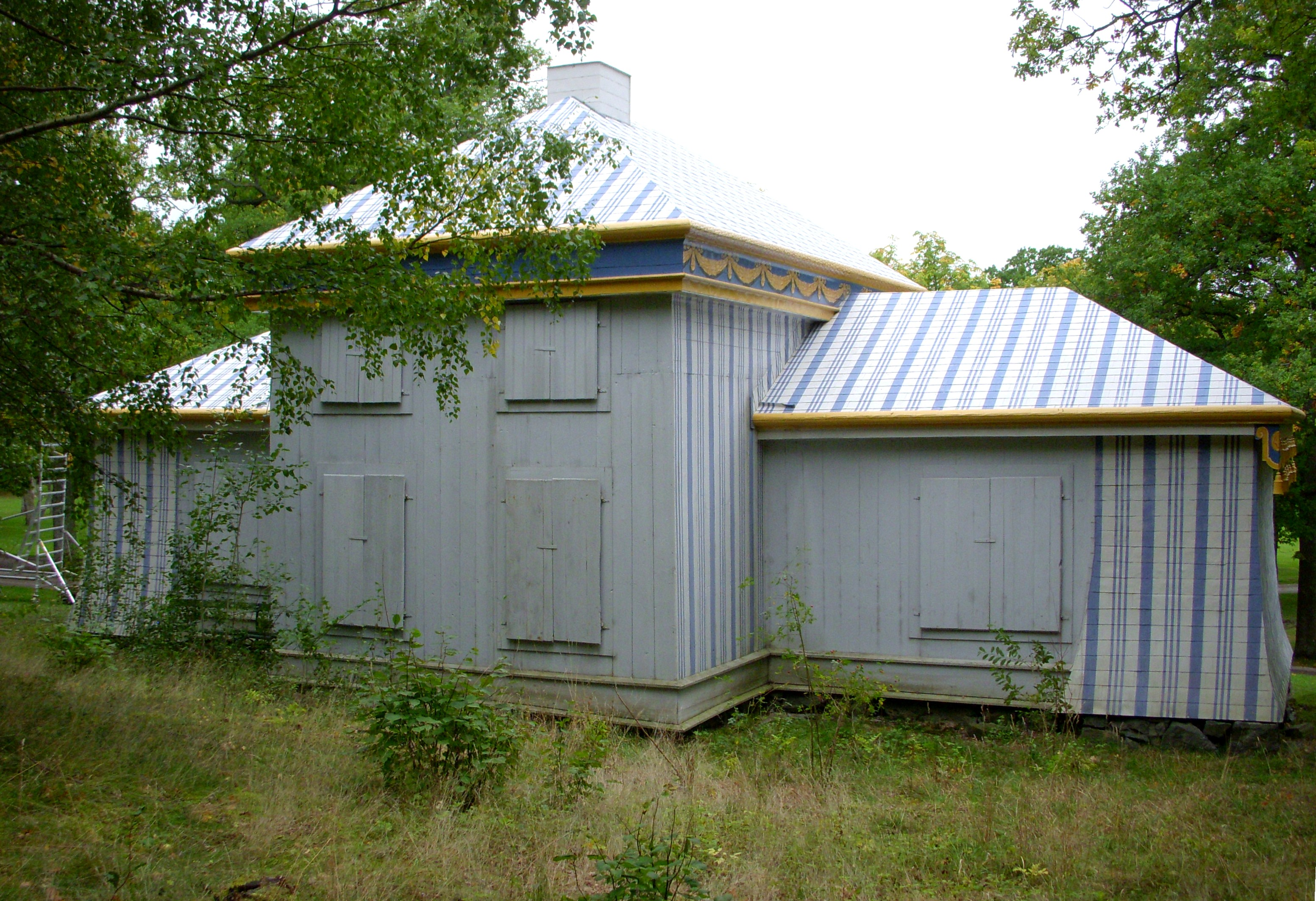
Fasad mot öst
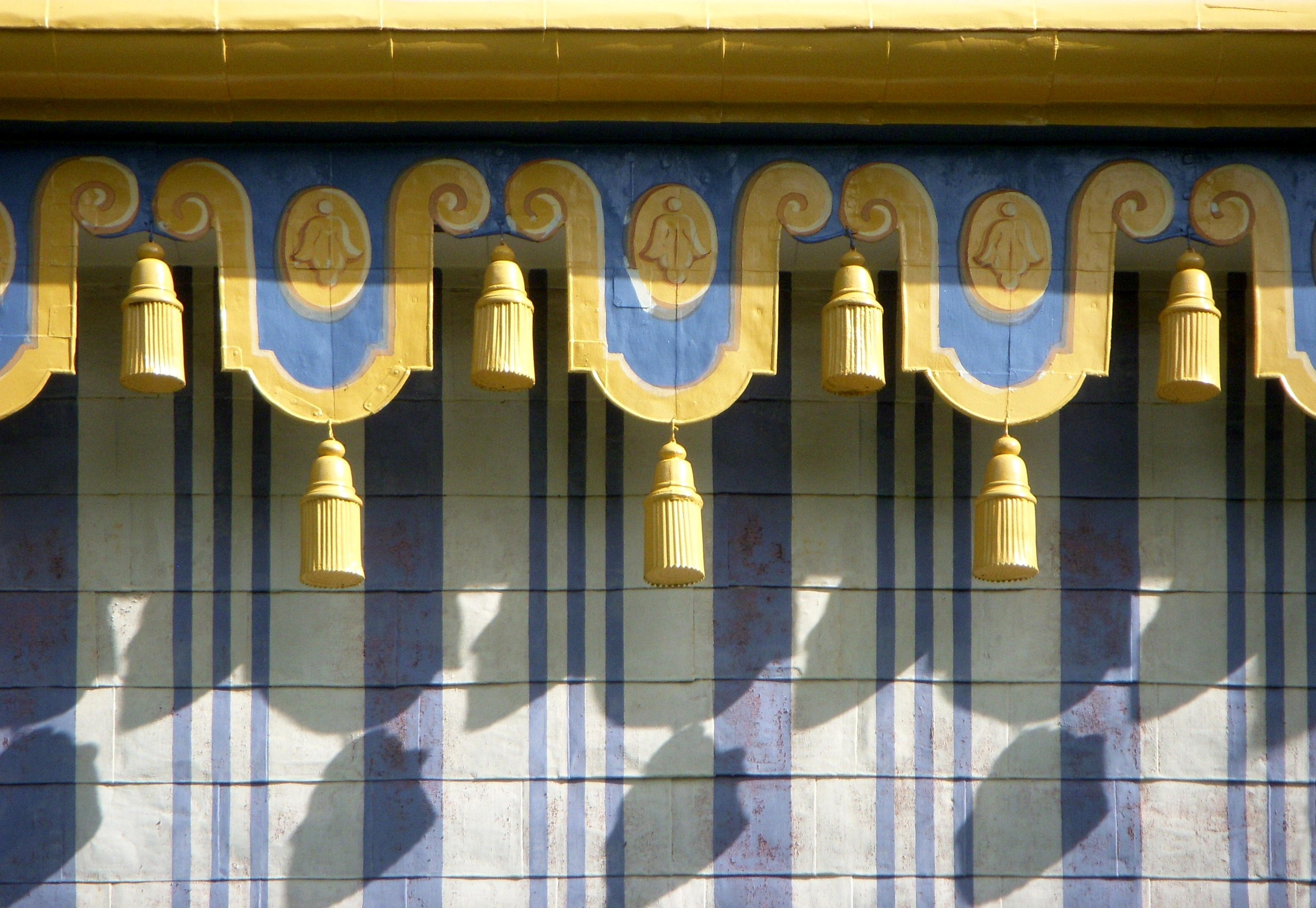
Detalj, lambrekäng med tofsar
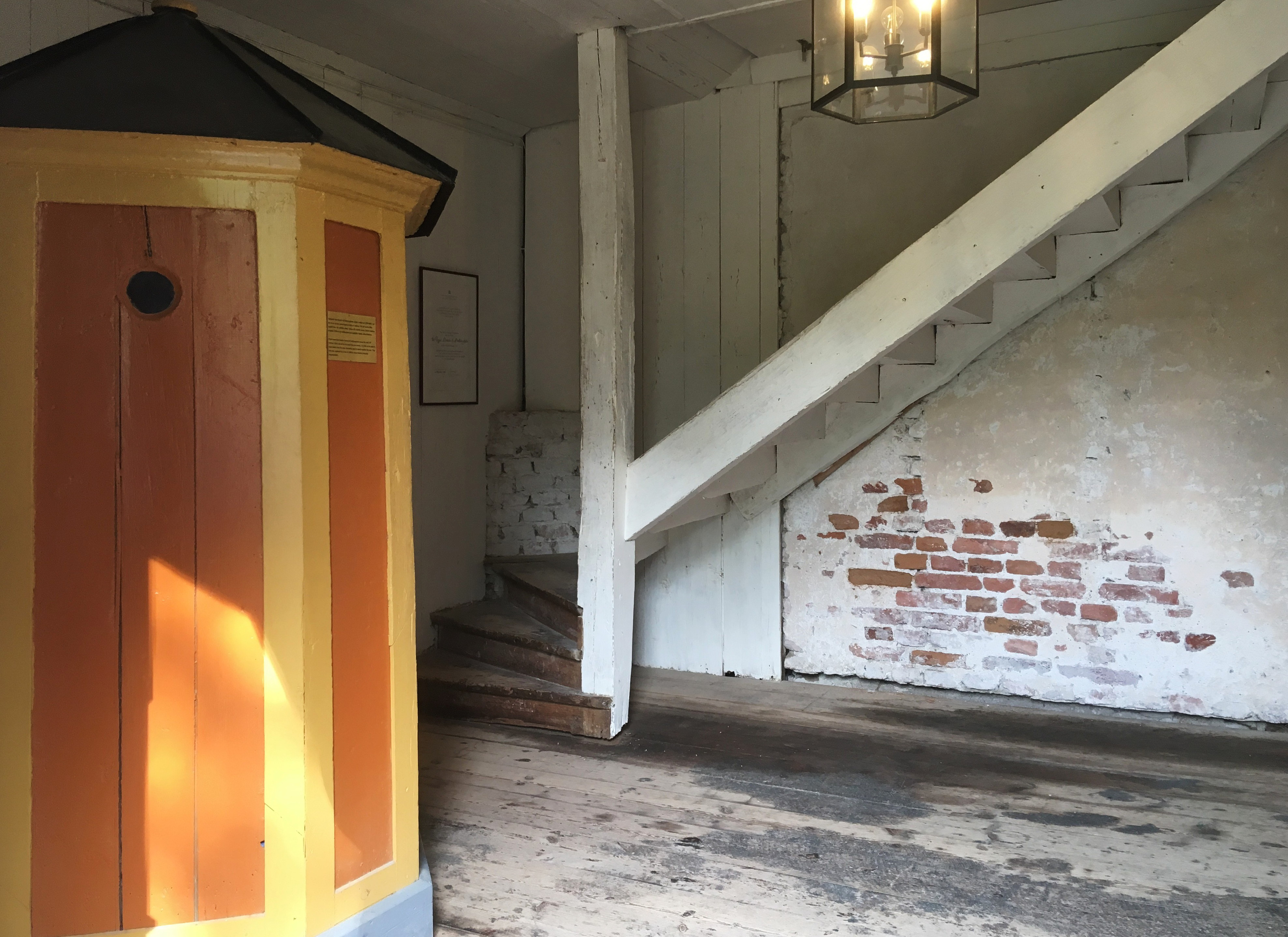
Förrummet
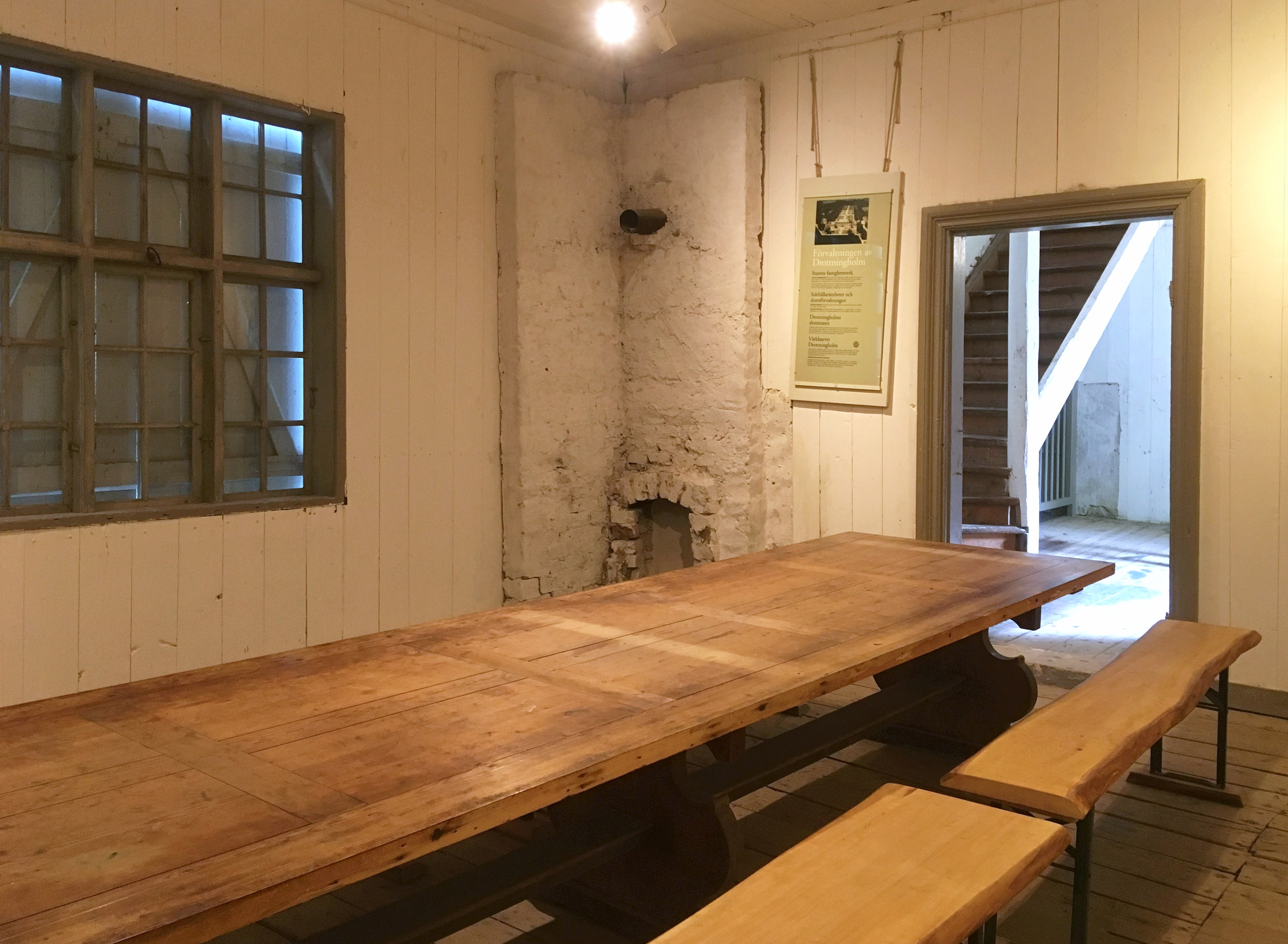
Norra logementsrummet
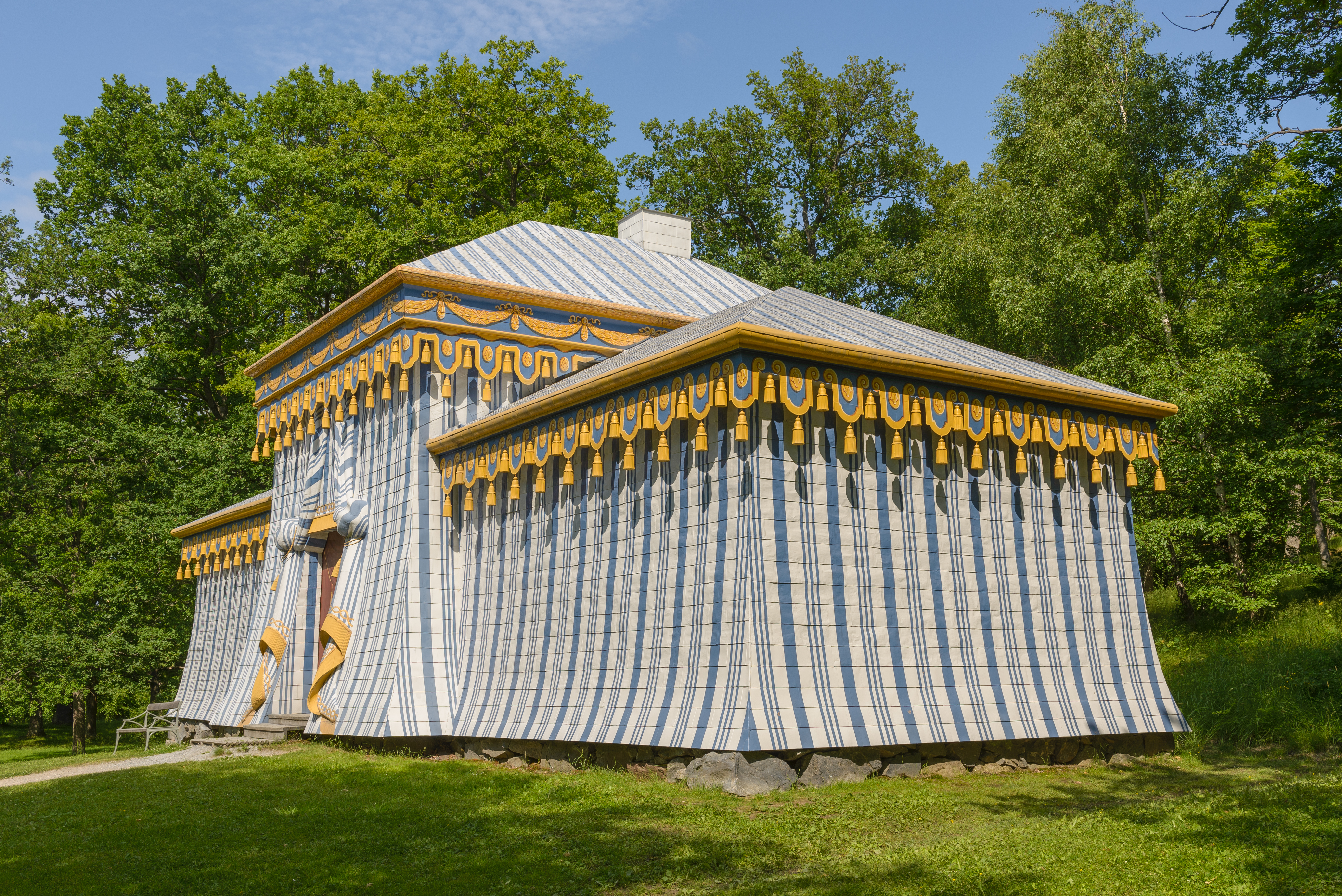
Fasad mot syd